# 169 (число)
169 (Сто шістдеся́т де́в'ять) — натуральне число між 168 та 170.

## У математиці
169 — непарне число,  складене число, а також недостатнє. 169 є повним квадратом числа: 13 x 13 = 169, до речі, сума квадратів їх дзеркального відображення — теж повний квадрат: 31 x 31 = 961.
169 одне з небагатьох повних квадратів, що є центрованим шестикутним числом. Як непарний квадрат, воно також — центроване восьмикутне. Ще 169 є числом Пелля з непарним індексом, також це число Маркова, що з'являється в розв'язках (2, 169, 985), (2, 29, 169), (29, 169, 14701), тощо. 
Відомо, що 169 — сума семи послідовних простих чисел, {\displaystyle 13+17+19+23+29+31+37}

## В інших галузях
- 169 рік, 169 до н. е.
- NGC 169 — спіральна галактика (Sb) в сузір'ї Андромеда.